# Presidente da Maurícia

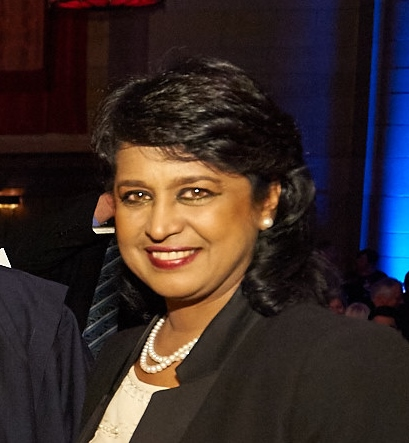
Ameenah Gurib, presidente da Maurícia de 2015 até 2018.

O presidente da Maurícia é o chefe de estado da República da Maurícia. O cargo foi criado em 1992, após a abolição da monarquia. Atualmente, a presidente da Maurícia é Ameenah Gurib.